# Cadência

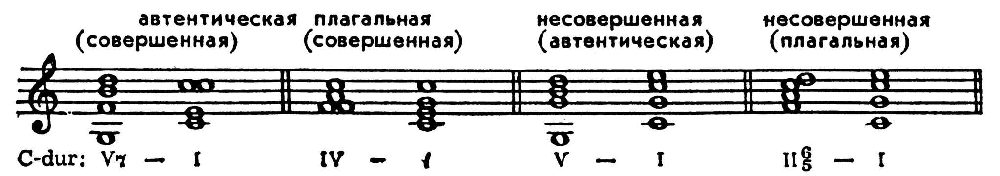
Музыкальная каденция

Cadência ou (Suspensão Ornamentada) é uma sucessão de notas musicais e ornamentos que formam desenhos melódicos, logo a seguir a uma suspensão, essas notas e ornamentos perdem o valor rigoroso determinado, a melodia é executada à vontade de forma mais livre, o executante apenas se preocupa em atribuir às notas musicais um valor temporal aproximado em relação umas às outras, por ex.: atribuir a uma colcheia metade do valor temporal que atribui à semínima e assim sucessivamente. Com a introdução da cadência na música (ao eliminar a linha de divisão dos compassos) o compositor dá um sinal ao intérprete (Cantor, Pianista, Maestro, etc.) para executar a melodia duma forma mais sentida menos mecânica assim a marcação do compasso é interrompida e dá lugar a uma interpretação com mais sentimento, alegria, tristeza, êxtase, etc. A cadência é um recurso poderoso de expressão.  
Cadência Harmônica ou Progressão de Acordes ou simplesmente Cadência (do latim cadere, cair ou decisão) na teoria musical são sequências padrões de acordes de acordo com as suas funções harmônicas que produzem efeitos harmônicos peculiares (Harmonia Funcional), isto é, são sequências de funções harmônicas muito usadas nas músicas como pontuação musical e para finalizar uma frase ou seção de modo particular. Várias músicas contém a mesma sequência de acordes ou cadência, tocadas seguindo a tonalidade, o campo harmônico e as funções harmônicas das notas e acordes. Servindo assim, para confirmando uma tonalidade.
Considerado os dois últimos acordes. Podendo ser de dois modos, pode sugerir ao ouvinte uma pausa ou uma conclusão, isto é, se a peça continuará ou se foi finalizada. Uma analogia semelhante a pontuação, com algumas cadências mais fracas funcionando como vírgulas, indicando uma pausa, enquanto que uma cadência mais forte irá atuar como o ponto final de uma frase ou sentença musical.
Existe também a Cadência Rítmica, determinada pela sequencia dos compassos, com a repetição das pausas e acentos (Progressão Melódica) que indicam o andamento e o ritmo de uma composição musical. Cadência sentida instintivamente pelo corpo que reage com alguma ação.

## História
No estilo cantochão, a cadência era o nome do movimento melódico de finalização. Esta indicava o modo da peça, ao atingir sua nota final (fundamental) por grau conjunto.
Na música medieval, ao invés de acordes as cadências são baseadas em díades (bicordes). Sua primeira menção teórica aparece na descrição de Guido D'Arezzo no Micrologus, usando essa expressão para designar o final de uma frase numa polifonia a duas vozes convergindo para o uníssono.
A polifonia nas cadências finais da música ficta (simulada ou falsa), uma alteração ascendente em um semitom da última nota do modo enfatiza ainda mais sua fundamental, criando para aquela a função de sensível; por exemplo, no modo dórico, o dó sustenizado no final da melodia enfatizará a fundamental ré. Com a invenção da polifonia, as cadências finais ficam ainda mais veementes ao assinalar a conclusão das peças, caracterizando a transição do idioma modal para o tonal.

## Classificação

### Força da cadência
Na teoria harmônica tonal cadências são consideradas “fortes” ou “fracas” de acordo com a sensação de finalização que elas criam de acordo com acorde específico ou progressões melódicas específicas usadas. O ritmo harmônico tem um papel essencial na determinação de onde uma cadência ocorre. Geralmente há uma diminuição no valor das figuras rítmicas, sendo mais longa o acorde ou nota final. Mesmo em peças como moto perpétuos possuem cadências.

### Tipos de cadência
A progressão normalmente segue a ideia/conceito: suspende (lV subdominante) –> prepara (V dominante) –> conclui (I tônica). Assim são divididas em quatro tipos comuns de cadência de acorde primários:
- Cadência Perfeita;
- Cadência Plagal;
- Cadência Interrompida ou de Engano;
- Cadência Imperfeita;
- "Cadência" Perfeita Picarda.

Para se familiarizar com os tipos de cadências é necessário relembrar os graus das escalas tonais (caminho harmônico e melódico), representados por algarismos romanos:
- I: primeiro grau, tônica (ou tónica).
- II: segundo grau, supertônica (ou sobretónica).
- III: terceiro grau, mediante.
- IV: quarto grau, subdominante.
- V: quinto grau, dominante.
- VI: sexto grau, superdominante (ou sobredominante).
- VII: sétimo grau, sensível.

### Cadências conclusivas

#### Cadência Perfeita
Também chamada de ponto final ou cadência autêntica, aparece no final de trechos, concluindo as composições musicais, dando, a quem ouve, a sensação de finalização da frase. É formada pelos acordes de dominante (V) e tônica (I). Exemplo na tonalidade de Dó Maior: Sol - Dó

#### Cadência Plagal
Também utilizada nas finalizações das composições musicais. Esta é conhecida como a cadência do amém, por ser utilizada para harmonizar esta palavra no final dos hinos. É formada pelos acordes de subdominante (IV) e tônica (I). Exemplo na tonalidade de Lá menor: Ré - Lá.

#### Cadência Imperfeita
Também chamada de meiacadência, transmite a sensação de uma música incompleta, não finalizada. A voz inferior do acorde final soará a terça ou a quinta da tônica. o acorde final tem como característica o soprano indo para um grau diferente da tônica. Por exemplo, na tonalidade de Dó Maior (C E G C), a cadência do quinto grau (G B D G) tem como resolução I (C E G), sendo o soprano na terça do acorde e não na tônica (C), como seria na cadência perfeita.

#### "Cadência" Picarda
A "Cadência" de Picardia, Picarda ou Perfeita Picarda não é, na verdade, considerada uma cadência, mas sim uma terminação melódica com consequências harmónicas no último acorde. É característica das tonalidades menores, muito utilizada no período Barroco (embora também nos períodos antecedentes e consequente) , devido à afinação desigual dos meios tons dentro de uma oitava, afinação em curso antes do temperamento igual e que tornava a terceira menor menos consonante comparativamente à que vulgarmente se ouve atualmente. Se o tema musical está na tonalidade de Ré menor, seu acorde final, isto é, sua "resolução final", será feita pelo acorde tônico da tonalidade homônima maior, logo, esse acorde final será o acorde de Ré maior. Usualmente a resolução é feita por dominante - tónica (por exemplo, a cadência perfeita com terceira picarda em J. S. Bach, Prelúdio em Dó menor BWV 847) ou subdominante - tónica (por exemplo, a cadência plagal com terceira picarda em W. A. Mozart, Requiem, "Lacrimosa", sendo o acorde da tónica transformado em Maior pela tierce de picardie (terceira picarda). 
O nome desta "cadência" provém do termo "Terceira Picarda", "Terça Picarda" ou "Terça de Picardia", que é a prática de terminar os temas com a terça maior (acorde maior) ao invés de menor (no modo menor). A palavra "Picardia", neste sentido, significa travessura, pelo fato de substituirem a terça menor do acorde tônico da tonalidade (menor) por uma  terça maior. Por exemplo, se a Peça é em "Am", finalizamos a frase final da música (normalmente com 5-1) com "A".

### Cadências não conclusivas

#### Cadência à Dominante ou Cadência Suspensiva
ponto de continuação ou cadência suspensiva. Com o efeito similar ao de uma vírgula,praticamente qualquer acorde diatónico frequentemente

#### Cadência Interrompida
Também chamada de falsa ou interrompida, transmite a sensação de que a música está sendo interrompida, pois o compositor cria a expectativa de resolver a frase em uma cadência perfeita (V - I), no entanto, finaliza não com o acorde de tônica, mas sim com o de superdominante (VI).